# Onthophagus semiiris
Onthophagus semiiris är en skalbaggsart som beskrevs av Thomson 1858. Onthophagus semiiris ingår i släktet Onthophagus och familjen bladhorningar. Inga underarter finns listade i Catalogue of Life.